# Fishing for Compliments
Fishing for Compliments (engl.: Komplimente provozieren) war eine vierköpfige deutsche Girlgroup aus Bergheim.
Die Band bestand aus den Schwestern Lina Tiedtke (* 1983) und Marlen Tiedtke (* 1986), deren Cousine Miriam (* 1986) sowie Rebecca D’Almeida (* 1982, genannt Becky).

## Geschichte
Durch zahlreiche Fernsehauftritte (unter anderem bei ZDF Chart Attack, VIVA Interaktiv, NBC GIGA und KI.KA Aktiv Boxx) wurde die Band unter Jugendlichen rasch bekannt und konnte sich mit ihrer Single Teenager in Love in den deutschen Charts platzieren. Der Song war ein Remake des Hits von Dion and the Belmonts aus dem Jahr 1958, das um deutschsprachige Einlagen im Rap-Stil angereichert wurde.
Die Veröffentlichungen der Band erschienen bei lautstark, einem Label der Bertelsmann Music Group.
Das Video zu Teenager in Love wurde von hier & jetzt Film produziert (Regie: Stephan Vollmer).
Lina Tiedtke wandte sich anschließend der Schauspielerei zu und übernahm eine Hauptrolle in der Serie Verbotene Liebe.

## Diskografie

### Singles
- 1999: Teenager In Love
- 2000: 1st Time

### Beiträge zu Kompilationen
- 1999: Top of the Pops 1999, Vol. 2
- 1999: Just The Best 4/99
- 1999: 20 Top Hits aus den Charts – Winter Extra
- 1999: Siesta Winter Dance